# محمية الوعول
محمية الوعول، تقع في مركز الحلوة، من أشهر المحميات الطبيعية في المملكة العربية السعودية التابعة للمركز الوطني لتنمية الحياة الفطرية وقد لعب الطقس دورًا مهمًّا في محمية الوعول. وكذلك موقعها الجغرافي، لعب دورًا أكثر أهميةً في جعلها منذ القدم مرتكزًا حضاريًّا للمناطق كافّة، المجاورة لها. فقد كانت في السابق من أكثر المناطق الزراعية وذلك لطبيعة تربتها وغزارة الأمطار فيها. طبيعتها الجبلية جعلت منها موطنًا طبيعيًا للعديد من الحيوانات لأنها بطبيعتها مرعى خصب لها، بالإضافة إلى أن الجبال جعلت الطريق وعرًا ما قلل تحرك الإنسان نحو الصيد، ومع مرور الوقت أصبحت محمية الوعول محمية طبيعية للعديد من الحيوانات البرية والطيور المهاجرة.

## الموقع والمساحة
تقع محمية الوعول في جنوب محافظة الحريق وغرب حوطة بني تميم وتبعد عن الرياض العاصمة 180 كيلو متراً وهي تمتد بين درجتي 12 ،23 و 35 ،23 عرضاً وبين خطي طول 15 ،546 و 50 ،46 شرقاً وتتخذ محمية الوعول شكلاً شبه منتظم حيث إنّها عبارة عن هضبة كبيرة قطعتها مجاري الأودية والشعاب وهي تمتد من الغرب إلى الشرق أكثر من امتدادها من الشمال إلى الجنوب فيبلغ متوسط امتدادها من الغرب للشرق قرابة 62 كيلو متراً ومن الشمال للجنوب قرابة 42 كيلو متراً تقريباً ومحيط المحمية بالكامل يبلغ 212 كيلو متراً تقريباً، وتقع كلها ضمن منطقة الرياض وتتبع إدارتها للإمارات الفرعية في حوطة بني تميم والحلوة والحريق وتبلغ مساحة المحمية 2369كم2. وتقع محمية الوعول ضمن جبال طويق التي تمتد قرابة 180 كيلو متراً جنوب الرياض وهي من اضخم الكويستات في العالم.
تكوين المحمية يتمثل في التكوينات الآتية:-
في غرب المنطقة نجد تكوين «ضرما» وهو حجر جيري يرجع للعصر الجوراسي الأوسط ولونه فاتح قد يعلوه حجر الطفال الصيي بلون أصفر مائل للخضرة.
في الشرق نجد تكوين «منطقة حنيفة» وهو حجر جيري يرجع للعصر الجوراسي الأعلى لونه لون القشدة وقد يتخذ لوناً بنياً فاتحاً الرئيسي في الحافات المطلة على مجاري الأودية الكبيرة في هذه المنطقة ويتمثل تكوين حجر الجبلية الجيري في هذه المنطقة إلى الشرق من التكوين السابق ويتداخل معه كثيرًا في مناطق عديدة ويعود إلى العصر الجوراسي الأعلى. ويتكون من حجر جيري متماسك بلون القشدة والقليل من طبقات الدولومايت على مقربة من سطح الأرض.
تشكل محمية الوعول جزءاً من جبال طويق التي تمتد امتداداً عظيماً يقارب الألف كيلو متر من الشمال الغربي إلى الجنوب الشرقي، وبعد الرياض تتجه نحو الجنوب الغربي. وهذه الجبال عبارة عن جالات «كويستات» تواجه الغرب نتيجة لميلها نحو الشرق والشمال الشرقي ولهذا نجد انحداراً شديداً في تلك الجهة التي تسمى مقدمة الكويستات تنحدر سفوح الجبال انحداراً شديداً في تلك الجهة التي تسمى مقدمة الكويستات وتنحدر انحداراً تدريجياً نحو الشرق حيث موقع الصفراء وهي ظهر الكويستا ويتراوح ارتفاع المنطقة بين قرابة 600 متر في بطون الأودية الشرقية و 1097 متراً عند الحافات الغربية.
يتصف سطح المحمية عموماً بالوعورة بسبب كثرة الأودية والشعاب التي قامت بتحديد المنطقة وتقطيعها فأصبحت منطقة ذات مسالك وعرة وهذا ما ساعد على بقاء الوعول حيث اتخذتها ملجأ حصيناً فسلمت من الصيد.

## مناخ محيمة الوعول
مناخ صحراوي ذو خصائص قارية حيث يتميز بالحرارة الشديدة خلال فصل الصيف والبرودة الشديدة خلال فصل الشتاء مع الاعتدال في الحوطة درجة الحرارة خلال فصلي الربيع والخريف القصيرين ويبلغ المتوسط العام لدرجة الحرارة في الحوطة. 1م5 526م أو أقل ولو نظرنا إلى الفصول الأربعة فإن متوسط درجة حرارة الشتاء تبلغ 7 ،516م وفصل الربيع 2 ،525م وفصل الصيف 2 ،535م والخريف 526م. وتهطل الأمطار قليلة في المناطق الداخلية حيث لا تتعدى في المتوسط 73مم والميعاد وكميته غير محدودة.

## الحياة الفطرية في محمية الوعول

### أ- الغطاء النباتي
تتصف هضبة محمية الوعول عموماً بأنها جرداء من النباتات فيما عدا بعض النباتات المتفرقة مثل أشجار الطلح والسمر وبعض الشجيرات والحشائش الأخرى في مسايل الشعاب الصغيرة.
وتعاني معظم النباتات من الرعي الجائر في هذه المنطقة خاصة المناطق التي يسهل الوصول إليها مثل مداخل الأودية الرئيسة كنعم ومطعم والمنثر والرحل، وتتنوع الأشجار والحشائش في المناطق المعزولة التي يصعب على الجمال والاغنام الوصول إليها مما يشكل غذاء مناسباً للوعول التي تقطن المنطقة.
تتكاثر في المحمية أشجار ذات ظل تتمثل في الطلح والسمر والسلم والسواس والسدر والغضى والعوسج وقد عانت معظم هذه الأشجار من القطع لاستخدامها للوقود وللتدفئة، حيث قُضي على مساحات كبيرة منها خاصة في مجاري الأودية الكبيرة، وتعيش في المحمية مجموعة لا بأس بها من الشجيرات والحشائش المعمرة التي استطاعت التكيف مع الظروف الصحراوية وظروف الجفاف ويعد شرق المحمية من أكثر المناطق غنى بالنباتات حيث تساعد التربة الطينية الجيدة في مجاري الأودية على نمو النباتات ورغم تعرضها للرعي الجائر فما زال بالمنطقة غطاء نباتي جيد مثل الشيح والشفلح والثمام والنصى والسبد والجثجاث والدمث والزرف والحرمل والجعد و الحمه والسواس و الثغم واللصف (الشفلح).

### ب- المجموعة الحيوانية:-
اهتم المركز الوطني لتنمية الحياة الفطرية بهذه المنطقة نظراً لوجود أعداد لا بأس بها من الوعول في حالتها الفطرية كما أنها تصلح بوصفها منطقةً لإعادة توطين بعض الحيوانات البرية بها مثل الغزلان ومن أهم الثدييات في محمية الوعول الوعل «البدن» وقد أتاحت الحماية لهذا الحيوان التكاثر السريع خاصة بعد اتخاذ وسائل حماية صارمة من الصيد.
وتميل الوعول في المحمية إلى العيش في المناطق الوعرة حيث يصعب الوصول إليها خاصة في خوانق الأودية والسفوح شديدة الانحدار. كما يوجد في المحمية عدد آخر من أنواع الحيوانات من أكثرها انتشاراً الوبر والقطط البرية والثعالب والذئاب والأرانب واليرابيع «الجرابيع» والورل وأنواع من الثعابين السامة وغير السامة.
انقرضت حيوانات كانت تعيش في هذه المنطقة نتيجة للصيد غير المنظم ومنها الضبع المخطط وغزال الجبال «الادمي» والنيص.
يعيش في محمية الوعول عدد كبير من أنواع الطيور المستوطنة من أكثرها انتشاراً حجل الرمال والحمام الجبلي والغراب والغدافى وعدد من الجوارح كالصقور والباز والقنابر بالإضافة إلى أعداد كبيرة من العصافير كما شوهد في المنطقة طائر الحبارى الذي تعرض لحملة صيد شرسة كادت أن تقضي عليه لولا الجهود المخلصة التي بادرت إلى انتشار محمية للدفاع عنه وتوفير الأمان له في المدن والقرى القريبة من محمية الوعول.

## برنامج الإكثار وإعادة توطين الكائنات
- في فبراير 2022، أطلق المركز الوطني لتنمية الحياة الفطرية 20 ظبيًا من ظباء الإدمي، ونسرين أسمرين بالمحمية، ضمن برنامج المركز لإكثار الكائنات المحلية المهددة بالانقراض وإعادة توطينها في بيئاتها الطبيعية.[3]
- في يناير 2024، أطلق المركز الوطني لتنمية الحياة الفطرية 34 كائنًا فطريًّا بالمحمية، ضمن برنامج المركز لإكثار الكائنات الفطرية المهددة بالانقراض وإعادة توطينها. شملت 20 من ظباء الإدمي، و14 طائرًا، منها النسور، والقطا، والبوم.[4]

## الزيارة
- في نوفمبر 2014، قام طلاب نادي علوم الحياة والبيئة، ومجموعة من أعضاء هيئة التدريس بجامعة الملك سعود، بزيارة محمية الوعول، بهدف التعرف على البيئة الجغرافية، والتنوع النباتي والحيواني بالمحمية.[5]
- في يناير 2023، قام فريق من كلية إدارة الأعمال بجامعة الأمير سطام، بزيارة محميةَ الوعول. حيث قام الفريق بجولة في المحميّة، والتعرف على تاريخ المحمية ومساحتها، وأيضًا، التعرف على الثروات الحيوانية والنباتية.[6]
- في أبريل 2013، زار أمير منطقة الرياض، الأمير خالد بن بندر بن عبد العزيز، محمية الوعول، حيث أكّد على أهمية المحميات.[7]
- في مارس 2023، أعلن المركز الوطني لتنمية الحياة الفطرية، عن إمكانية زيارة المُتَنزِّهِين محميةَ الوعول، من خلال منصة فطري.[8]

## القط البري
في فبراير 2024، رصد المركز الوطني لتنمية الحياة الفطرية أول ظهور للقط الرملي بالمحمية، كما ذكر بأن "القط الرملي أيقونة أخرى للحياة الفطرية تُرصد لأول مرة في محمية الوعول". ويعرف القط الرملي، باسم آخر هو "هِر الرمال"، حيث يتميز بحجمه الصغير وشعره الكثيف ولونه الفاتح.

## ورشة عمل
في فبراير 2015، نظمت الهيئة السعودية للحياة الفطرية، ورشة عمل خاصة بمحمية الوعول، بهدف عرض نتائج المتابعة طويلة المدى لمحمية الوعول.

## انضمامها للقائمة الخضراء
قام الاتحاد الدولي لصون الطبيعة (IUCN) في 9 أكتوبر 2024 بالإعلان عن إدراج المحمية ضمن القائمة الخضراء للمناطق المحمية ذات الإدارة الفعالة والعادلة كأول محمية سعودية، لتصبح حينها واحدة من 77 محمية فقط تم تصنيها من بين أكثر 300 ألف محمية حول العالم.